# Баяя, Антонин
Антонин Баяя (чеш. Antonín Bajaja; 30 мая 1942[…], Злин, Чехословакия[…] — 16 декабря 2022[…], Злин, Чехия) — чешский писатель и журналист. Лауреат Государственной премии по литературе Чешской Республики за 2010 год.

## Биография
Сын медиков. После окончания университета сельского и лесного хозяйства имени Менделя в Брно, в 1965—1973 годах работал зоотехником на одном из сельхозпредприятий Злинского края. Был руководителем сельскохозяйственной лаборатории в Злине.
С 1991 года — редактор Чехословацкого радио (Československý rozhlas), в 1992 году перешёл на работу в ежедневную газету «Prostor», позднее, в журнал «Týden» и одновременно был редактором радиостанции Svobodná Evropa.
С 1996 года вёл литературный семинар в Университете Палацкого в Оломоуце. Преподавал на факультете мультимедийных коммуникаций в Университете Томаша Бати в Злине.
В 2011—2014 годах — член Совета чешского телевидения. Соучредитель общественно-культурного журнала Злинского края «Zvuk».
А. Баяя — член чешского ПЕН-клуба.

## Творчество
А. Баяя — автор ряда книг о традиционных ценностях в изображении современной деревенской жизни, многоуровневых метафорических изображений деревни 1970-х годов в Моравии.

## Избранная библиография
- 1982 — Mluviti stříbro
- 1988 — Duely
- 1994 — Pastorální: Texty na betlémskou notu
- 1996 — Na šéne blaue Dřevnici
- 2001 — O krávě
- 2003 — Zvlčení. Romaneto o vlcích, lidech a úkazech (Одичание)
- 2004 — S Oblakem nad pohádkami
- 2009 — Na krásné modré Dřevnici
- 2011 — Zpytování, Josef Vinklát

## Награды и премии
- 1993 — премия издательства Mladá fronta за «Duely»
- 1993 — премия конкурса европейского фельетона
- 2004 — Magnesia Litera, номинация Проза за «Zvlčení»
- 2010 — Государственная литературная премия Чехии за «Na krásné modré Dřevnici»